# Ambala
Ambala là một thành phố và là nơi đặt hội đồng đô thị (municipal council) của quận Ambala thuộc bang Haryana, Ấn Độ.

## Địa lý
Ambala có vị trí 30°23′B 76°47′Đ / 30,38°B 76,78°Đ Nó có độ cao trung bình là 264 mét (866 feet).

## Nhân khẩu
Theo điều tra dân số năm 2001 của Ấn Độ, Ambala có dân số 139.222 người. Phái nam chiếm 53% tổng số dân và phái nữ chiếm 47%. Ambala có tỷ lệ 76% biết đọc biết viết, cao hơn tỷ lệ trung bình toàn quốc là 59,5%: tỷ lệ cho phái nam là 79%, và tỷ lệ cho phái nữ là 73%. Tại Ambala, 11% dân số nhỏ hơn 6 tuổi.